# Антиох II (царь Коммагены)
Антиох (др.-греч. Ἀντίοχος) — царь Коммагенского царства, казнённый в Риме в 29 году до н. э.

## Биография
Антиох был сыном Антиоха I. Старшим братом Антиоха был Митридат II, поддержавший Марка Антония во время гражданской войны в Риме. После произошедшей в 31 году до н. э. битвы при Акциуме, окончившейся поражением Антония, Октавиан Август сместил Митридата с престола Коммагены и сделал царём Антиоха. Однако, как отметил А. В. Махлаюк, сразу после этого новый правитель столкнулся с внутренними династическими распрями. В 29 году до н. э. Антиох был вызван Октавианом в Рим, где ему было предъявлено обвинение в предательском убийстве посла своего брата. Дело Антиоха было передано на суд «сената и народа». Царю был вынесен смертный приговор, после чего его казнили. По замечанию Н. А. Машкина, это событие явилось выражением auctoritas principis, так как «проистекало не из тех или иных договоров, а из того, что пользовался неограниченным влиянием человек, стоявший во главе могущественной империи и располагавший большими силами.» В 20 году до н. э. на трон Коммагены взошёл Митридат III, сын Митридата II.